# 2020 în jocuri video
Acest articol prezintă evenimente importante legate de jocuri video din anul 2020. Vezi și istoria jocurilor video.

## Evenimente
În industria jocurilor video, în 2020 a fost lansată următoarea generație de console de jocuri video, atât Microsoft, cât și Sony Interactive Entertainment, lansând consolele Xbox Series X/S și, respectiv, PlayStation 5, în noiembrie 2020. Industria a fost puternic afectată de impactul pandemiei de COVID-19, care a început în martie și s-a caracterizat prin blocări din cauza COVID-19 și muncă la distanță. Deși acest lucru a cauzat numeroase întârzieri în lansările de software și hardware și anularea conferințelor și evenimentelor live în favoarea celor virtuale, a creat, de asemenea, un avantaj pentru industrie, deoarece oamenii s-au orientat către jocuri ca mijloc de a petrece timpul. Industria a reacționat și la diverse evenimente politice/culturale.
Jocurile mobile și-au continuat creșterea ca platformă majoră pentru jocurile video; astfel Epic Games a inițiat procesul Epic Games v. Apple pentru politicile de reducere a veniturilor din magazinul de aplicații mobile. Achizițiile majore planificate au inclus achiziția de către Xbox Game Studios a ZeniMax Media și a filialelor sale, iar Electronic Arts a supralicitat contra lui Take-Two Interactive pentru Codemasters.

## Lansări importante

### Ianuarie
| Luna            | Ziua | Titlul jocului                   | Platforme            | Referințe |
| --------------- | ---- | -------------------------------- | -------------------- | --------- |
| I A N U A R I E | 14   | Atelier Dusk Trilogy Deluxe Pack | Windows, Switch, PS4 | [ 2 ]     |
| I A N U A R I E | 16   | Yakuza: Like a Dragon            | PS4                  | [ 3 ]     |
| I A N U A R I E | 16   |                                  |                      |           |
| I A N U A R I E | 23   |                                  |                      |           |
| I A N U A R I E |      |                                  |                      |           |
| I A N U A R I E |      |                                  |                      |           |
| I A N U A R I E |      |                                  |                      |           |

### Februarie
| Luna              | Ziua | Titlul jocului | Platforme | Referințe |
| ----------------- | ---- | -------------- | --------- | --------- |
| F E B R U A R I E | 14   | Dreams         | PS4       | [ 4 ]     |
| F E B R U A R I E |      |                |           |           |
| F E B R U A R I E |      |                |           |           |
| F E B R U A R I E |      |                |           |           |

- 16 ianuarie - Dragon Ball Z: Kakarot[5] (PS4, PC, Xbox One)
- 23 ianuarie - The Walking Dead: Saints and Sinners[6] (Oculus Rift, PC)
- 11 martie - Ori and the Will of the Wisps (PC, Xbox One)
- 20 martie - Animal Crossing: New Horizons (Switch)
- 20 martie - DOOM Eternal (PC, PS4, PS5, Switch, Xbox One, Xbox Series X/S)
- 10 aprilie - Final Fantasy VII Remake (PS4)
- Minecraft Dungeons
- 19 iunie - The Last of Us Part II (PS4)
- 4 august - Fall Guys: Ultimate Knockout (PC, PS4)
- 17 septembrie - Hades (PC, Switch)
- 28 septembrie - Genshin Impact (Android, iOS, PC, PS4)
- 23 decembrie - Super Meat Boy Forever (PC, Switch)

### Serii cu jocuri noi
Seriile în care au apărut jocuri noi sunt: Animal Crossing, Assassin's Creed, Bloodstained, Bomberman, Call of Duty, Cook, Serve, Delicious!, Crash Bandicoot, Danganronpa, Deadly Premonition, Dirt, Doom, Dragon Ball, Dragon Quest, Final Fantasy, Granblue Fantasy, Half-Life, Kingdom Hearts, The Last of Us, The Legend of Zelda, Lego, Mafia, Mana, Medal of Honor, Megami Tensei, Microsoft Flight Simulator, Minecraft, MLB: The Show, Mystery Dungeon, Nioh, Oddworld, One Piece, Ori, Paper Mario, Persona, Project CARS, Resident Evil, Rune Factory, Serious Sam, Shantae, Souls, Spelunky, Spider-Man, Star Wars, Streets of Rage, Super Mario, Tom Clancy's Rainbow Six, Tony Hawk's Pro Skater, Total War, Trails, Vampire: The Masquerade, Wasteland, Watch Dogs, Windjammers, Yakuza, Command and Conquer și Zombie Army.

### Hardware
Lista componentelor hardware pentru jocuri lansate în 2020.
| Luna      | Ziua | Consola                         |
| --------- | ---- | ------------------------------- |
| mai       | 22   | TurboGrafx-16 Mini              |
| iunie     | 6    | Game Gear Micro                 |
| octombrie | 13   | Oculus Quest 2                  |
| noiembrie | 10   | Xbox Series X and Series S      |
| noiembrie | 12   | PlayStation 5                   |
| noiembrie | 13   | Game & Watch: Super Mario Bros. |
| decembrie | 14   | Atari VCS                       |